# Cessières
Cessières é uma ex-comuna francesa na região administrativa de Altos da França, no departamento de Aisne. Estendeu-se por uma área de 10,35 km². Em 2010 a comuna tinha 785 habitantes (densidade: 75,8 hab./km²).
Em 1 de janeiro de 2019, ela foi inserida no território da nova comuna de Cessières-Suzy.